# Michele Nardi
Michele Nardi (Savignano Sul Rabicone, 2 de novembro de 1859 — Rapallo, 21 de julho de 1914) foi um religioso italiano, evangelista independente que teve papel importante na conversão de Louis Francescon, um dos mais conhecidos pioneiros do Movimento Pentecostal italiano e fundador da denominação evangélica Congregação Cristã no Brasil. Ele pode ser considerado um precursor do avivamento pentecostal italiano, iniciado nos EUA, pregando o evangelho aos seus compatriotas e dando origem a diversas comunidades evangélicas italianas. Visitou também por diversas vezes a Itália e foi lá onde faleceu em 1914, na cidade de Rapallo.

## Biografia
Proveniente de família católica romana, seu pai era comerciante. Aos dezessete anos tornou-se soldado voluntário, lutando contra o Exército de Napoleão III na Batalha de Mentana e foi condecorado com duas medalhas por bravura.
Estudou antiguidades em Florença, onde também aprendeu a língua inglesa com uma família britânica. Emigrou para os EUA em 1873, em busca de melhores oportunidades na vida.
Nos EUA associou-se a outro italiano que havia emigrado para a América alguns anos antes e empreenderam negócios empregando os trabalhadores italianos em atividades como construção de estrada de ferro. Eles foram os pioneiros em introduzir trabalho italiano na América. 
Em 1878, numa das suas viagens à Itália, Michele Nardi fez amizade com um empresário americano e posteriormente, ao visitá-lo na Filadélfia, teve a surpresa de achá-lo convertido à dourina protestante. Recebe então de presente uma grande Bíblia, que passou a examinar, a pedido do seu amigo.
Michele experimentou uma conversão religiosa ao ler sozinho a sua Bíblia em inglês. Frequentou a Igreja Tabernáculo do Evangelho situada na Rua 26 de N.Y., presidida por Albert B. Simpson (1843-1919), que pode ser considerado um precursor do Renascimento Pentecostal, e fundador da Christian and Missionary Alliance (Aliança Cristã e Missionária). Nesta igreja ele foi oficialmente ordenado missionário com imposição das mãos do Sr. Simpsom e outros líderes sobre sua cabeça.
Michele esteve por quatro anos na casa da Sra Sarah Palmer, em Nova York, que promovia encontros evangelísticos, e ali teve a oportunidade de conviver e ouvir bispos metodistas e outros importantes líderes evangélicos daquela época. Assistiu também as aulas da Escola de Treinamento Missionário de A.B.Simpson.. Nesta Escola conheceu uma jovem estudante por nome Blanche Phillips, com quem se casou em 1888.
O casal Nardi iniciou sua missão evangelística em Pittsburgh, NY, nas colônias de emigrantes italianos e em 1889 mudaram-se para Chicago, pregando a mensagem evangélica entre os italianos em um dos bairros mais violentos da cidade. 
Além de pregar o evangelho, Michele Nardi, com o auxilio de outros religiosos, proporcionou cursos profissionalizantes às pessoas carentes, Escola Dominical e curso de inglês para os emigrantes italianos. Ao freqüentar este curso de inglês numa das Missões em Chicago, Louis Francescon conheceu Michele Nardi e ouviu a mensagem evangélica.
Quando já havia um grupo evangélico consolidado em Chicago, o casal Nardi viajou para outras cidades e estados levando a mensagem evangélica a outros italianos, sendo sempre bem sucedidos.
Michele Nardi desenvolveu um trabalho por fé, independente, sem ser remunerado por nenhuma Igreja, mas que deu origem a várias comunidades evangélicas italianas em Nova Iorque, S. Francisco, Des Moines, Pittsburg, Filadélfia, Vineland, St. Louis, Spring Valley e, claro, em Chicago.
Viajou também para a Itália em 1898 e pregou em Igrejas Valdenses, abriu salas de evangelização em várias cidades e onde pregava, era bem sucedido e atraia as pessoas, pois demonstrava firme conhecimento bíblico, convicção naquilo que pregava e acima de tudo, era um homem de muita paciência, amável nas palavras e movido de amor pelas almas.
Louis Francescon herdou de Michele Nardi princípios religiosos que conservaria por toda a vida, como ser congregacionalista convicto, a visão radical de igreja local e a fé inabável em Deus. Michele Nardi foi o pioneiro entre os evangelistas italianos e deixou marcado todos os que o conheceram, pelo exemplo e abnegação de um evangelista, que enfrentou muitas adversidades para cumprir sua missão de anunciar o evangelho, principalmente aos seus compatriotas.
Michele Nardi voltou a Itália em 1913 e anunciou o evangelho em diversos lugares. Após dez dias doente, provavelmene devido a problemas nas artérias, faleceu no dia 21 de julho de 1914, na cidade de Rapallo.